# Zhao Leji
Zhao Leji (赵乐际S; Xining, 8 marzo 1957) è un politico cinese, il terzo membro dell'Ufficio politico del Partito Comunista Cinese.
È stato segretario del Partito Comunista di Qinghai e capo del Dipartimento organizzativo del PCC. Nel 2012 è entrato nell'Ufficio politico del partito. Tra il 2017 e il 2022 è stato segretario della Commissione per la disciplina, il massimo organo del partito contro la corruzione.

## Biografia
Zhao Leji è nato a Xining, nella provincia del Qinghai. I suoi genitori erano di Xi'an, nella provincia dello Shaanxi. La famiglia si trasferì nel Qinghai nell'ambito dei programmi di aiuto alle frontiere degli anni di Mao. Durante gli ultimi anni della Rivoluzione Culturale, Zhao andò in campagna per svolgere lavori manuali in una comune. Dopo aver lavorato lì per circa un anno, Zhao è tornato in città per diventare assistente alle comunicazioni presso il Dipartimento del Commercio della provincia di Qinghai. 
Zhao è entrato a far parte del PCC nel 1975 ed è entrato all'Università di Pechino nel 1977; lì ha studiato filosofia fino al gennaio 1980. Ha poi trascorso tre anni insegnando alla Scuola di Commercio di Qinghai e supervisionando l'ala della Lega della Gioventù Comunista del dipartimento provinciale del commercio. Nel 1985, è stato trasferito a un'azienda di prodotti in metallo con sede nel Qinghai come segretario del partito. Nell'aprile 1986 è diventato vice capo del dipartimento provinciale del commercio. 

### Qinghai
Zhao è entrato nel governo provinciale nel 1993, facendo parte della cerchia ristretta dell'allora segretario del partito del Qinghai Yin Kesheng. Fu quindi elevato a vice-governatore, poi segretario del PCC della sua città natale Xining. Ha aderito alla carica di governatore nel 1999 all'età di 42 anni, diventando all'epoca il governatore provinciale più giovane del paese. Dopo aver "saltato" diversi livelli in un breve periodo di tempo, la traiettoria ascendente di Zhao iniziò a rallentare all'inizio del secolo. Zhao è diventato segretario del partito del Qinghai nel 2003 dopo aver trascorso quasi cinque anni nell'ufficio del governatore. Parte della sua incapacità di trasferirsi in una provincia più prospera dal punto di vista economico e più visibile politicamente è stata attribuita al suo background nello Shaanxi. Ha parlato in dialetto Shaanxi anche alle riunioni del governo.
Il mandato di Zhao nel Qinghai è stato caratterizzato da una rapida crescita economica e da una triplicazione del PIL della provincia dal momento in cui è entrato in carica come governatore fino a quando ha lasciato la carica di segretario del partito nel 2007. Si diceva che Zhao avesse adottato un approccio relativamente morbido alle questioni relative alle minoranze etniche e ha intrapreso progetti di investimento rispettosi dell'ambiente. I suoi successi nel Qinghai sono stati lodati dalla leadership centrale del partito.

### Shaanxi
Nel 2007, Zhao è stato trasferito per diventare segretario del partito nella provincia natale dei suoi genitori, lo Shaanxi, dopo aver assunto i migliori lavori sia nella sua provincia "nativa" che nella provincia in cui è nato, infrangendo una regola non detta nel Partito Comunista secondo cui i segretari del partito non dovrebbero mai provenire dalla provincia di cui sono originari. Questo è stato visto come un'indicazione della fiducia mostrata a Zhao dalla leadership centrale. Nel 2008, i dati di crescita del PIL dello Shaanxi hanno raggiunto il 15%, diventando una delle sole due divisioni a livello provinciale a puntare su tassi di crescita del PIL superiori al 13%. Nello Shaanxi, Zhao ha supervisionato l'espansione e lo sviluppo della cintura economica GuanZhong-TianShui (关中-天水).

### Ai vertici del partito
Con il XVIII Congresso nazionale del Partito Comunista Cinese nel novembre 2012, è stato nominato membro dell'Ufficio politico e capo del Dipartimento organizzazione del PCC. Zhao è stato anche membro del XVI e XVII Comitato centrale del Partito Comunista Cinese.
Con il XIX Congresso nazionale del Partito Comunista Cinese nell'ottobre 2017, è stato nominato membro del XIX Comitato centrale e, con la prima sessione plenaria del 25 ottobre 2017, membro del Comitato permanente dell'ufficio politico e Segretario della Commissione centrale per l'ispezione disciplinare, principale organo della campagna anti-corruzione del segretario Xi Jinping.
Secondo il Wall Street Journal «durante il suo mandato [Zhao] ha adottato un approccio in gran parte pilatesco ed è stato poco coinvolto nel prendere decisioni sulle indagini».
È stato confermato nel XX Comitato centrale del Partito Comunista Cinese nell'ottobre 2022 e membro del Comitato permanente dell'ufficio politico, al 3º posto nella nomenclatura del partito.
Il 10 marzo 2023 è stato eletto Presidente del Comitato permanente dell'Assemblea nazionale del popolo.